# Sacodiscus fasciatus
Sacodiscus fasciatus är en kräftdjursart som först beskrevs av Norman 1868.  Sacodiscus fasciatus ingår i släktet Sacodiscus och familjen Tisbidae. Arten har ej påträffats i Sverige. Inga underarter finns listade i Catalogue of Life.